# باغ گیاه‌شناسی اوفونا در استان کاناگاوا
باغ گیاه‌شناسی اوفونا (به ژاپنی: 神奈川県立フラワーセンター 大船植物園 Kanagawa Kenritsu Furawāsentā Ōfuna Shokubutsuen) یک باغ گیاه‌شناسی است که در استان کاناگاوا شهر کاماکورا در منطقه اوکاموتو قرار دارد.